# Hannesebuche

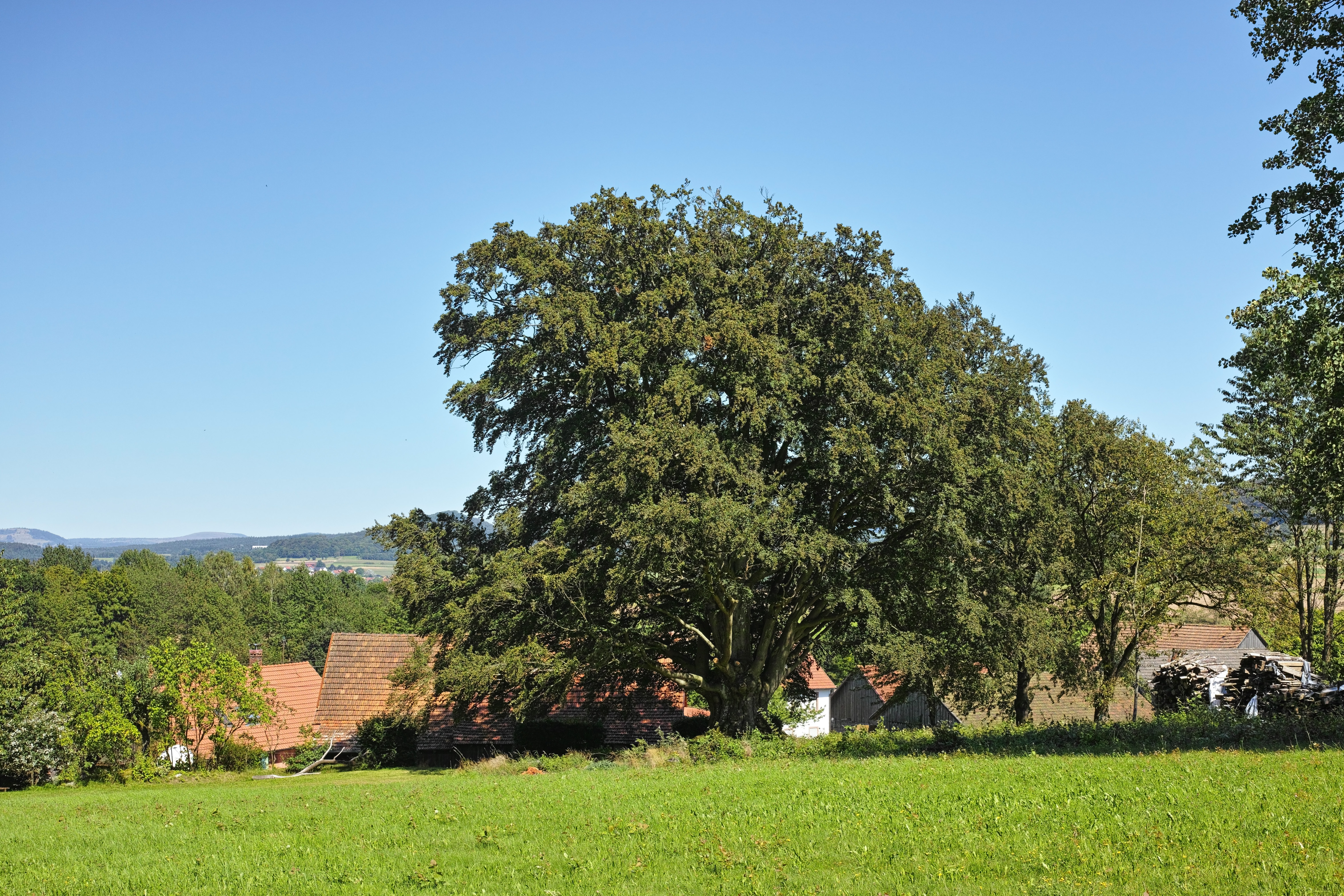
Hannesebuche

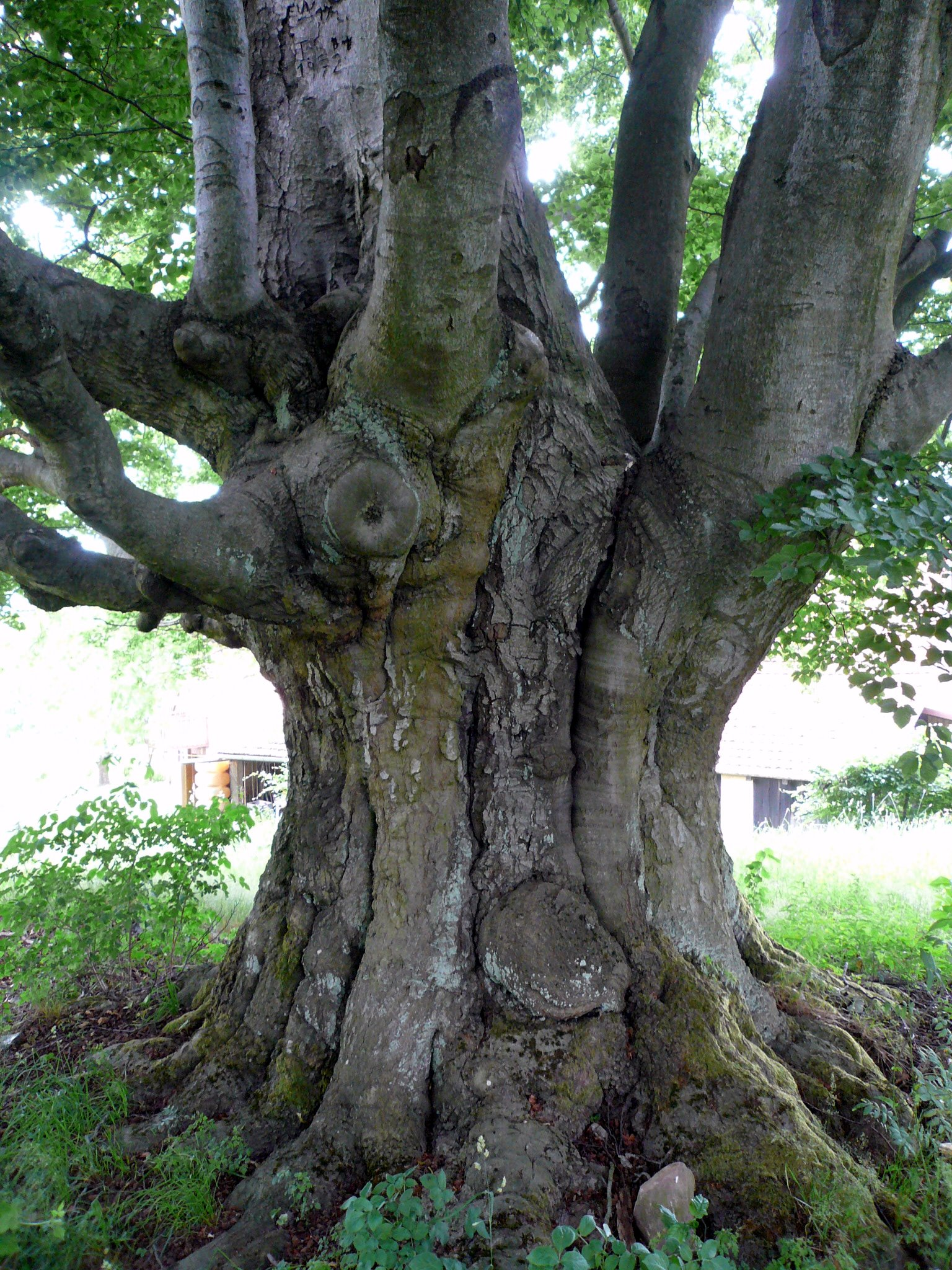
Hannesebuche (März 2008)

Die Hannesebuche steht am Ortsrand von Schönderling, eines Ortsteils von Schondra, im Landkreis Bad Kissingen in der bayerischen Rhön. Die Rotbuche (Fagus sylvatica) steht etwa auf 420 Meter über Normalnull neben der ehemaligen Ziegelhütte und ist seit dem 28. Dezember 1959 als Naturdenkmal bei der Unteren Naturschutzbehörde des Landkreises Bad Kissingen mit der Nummer 672-N/024 und der Bezeichnung Flurbuche bei der Ziegelhütte gelistet. Das Alter der Buche wird mit etwa 250 Jahren angegeben. Sie befindet sich im Besitz der Gemeinde.

## Beschreibung
Die Buche befindet sich in einem sehr guten Zustand mit nur geringen Anteilen von Totholz in der Krone. Der Stamm ist vollholzig und ohne erkennbare Beeinträchtigungen. Der Baum hat eine große harmonische Krone mit einem Durchmesser von etwa 23 und einer Höhe von 21 Metern. Der Stamm hatte im Jahre 1992 an der Stelle seines geringsten Durchmessers (Taille) einen Umfang von 5,59 und im Jahre 2012 von 6,19 Metern. In einem Meter Höhe gemessen betrug der Stammumfang im Jahre 2012 6,35 Meter. Damit liegt die Buche nach dem Deutschen Baumarchiv, dem der Stammumfang in einem Meter Höhe als wichtigstes Auswahlkriterium dient, etwas unter der Grenze (6,50 Meter in ein Meter Höhe) zu den national bedeutsamen Bäumen (NBB). Vom Taillenumfang her liegt er über dem unteren Grenzwert von 6,00 Meter.

## Zwillingsbuche
In unmittelbarer Nachbarschaft der Hannesebuche befand sich eine weitere, etwas stärkere Buche, die im Zweiten Weltkrieg bei einem Gefecht von einer Granate getroffen wurde. Dabei zerbrach der Stamm in zwei Teile. Der eine Teil war in den 1950er Jahren verrottet, der andere, der in den 1960er Jahren noch eine fast ebenso große Krone aufwies wie die Hannesebuche, wurde zuletzt noch durch einen Blitzschlag weitgehend zerstört, wobei sich Reste bis in die 1990er Jahre hielten.

## Alte Buche

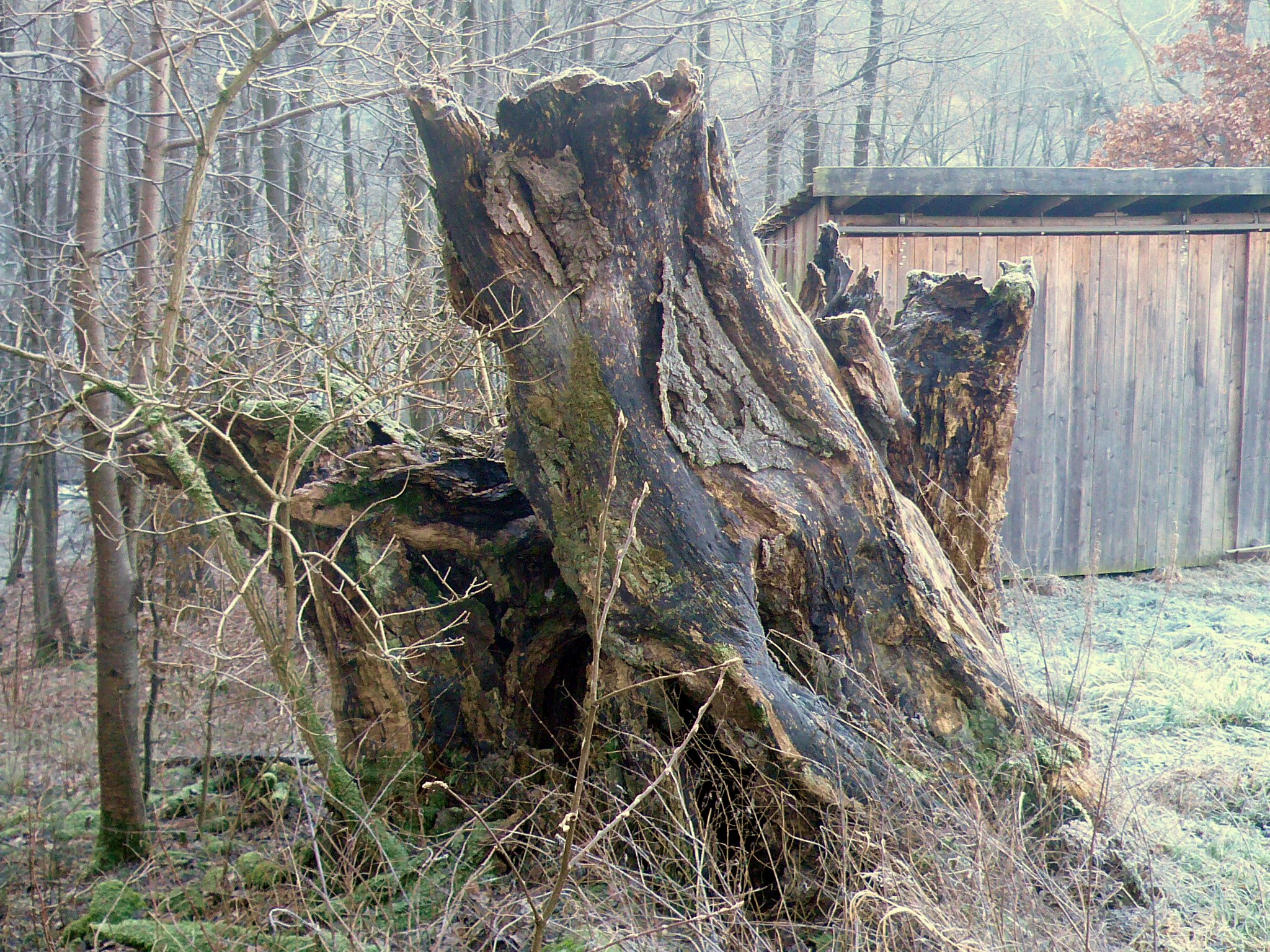
Torso „Alte Buche“

Etwa einen Kilometer südwestlich der Hannesebuche befindet sich eine weitere Rotbuche, die ebenfalls seit 1959 als Naturdenkmal mit der Nummer 672-N/025 und der Bezeichnung Alte Buche eingetragen ist. Das Alter dieser Buche wird mit etwa 300 Jahren angegeben, der Stammumfang betrug im Jahre 2007 etwa 7,5 Meter. Damit zählt der Stamm zu den stärksten in Deutschland. Die Buche wurde allerdings im März 1988 durch einen Sturm stark geschädigt und starb in den nächsten Jahren völlig ab. Derzeit steht nur noch ein Torso des Stammes.